# アンナ・ケイ
アンナ・ケイ（Anna Kay）こと葉 熙祺（イエ・シーチー、1987年6月19日 - ）は、中華人民共和国出身のファッションモデル。
165センチメートル、82-56-80。広東省（広州市）出身。中国においてはアイドルとして著名で、2009年から歌手として活動、香港のヒットチャートに登場するなどしていた。2012年から日本のファッション雑誌『CanCam』の専属モデルとなっている。

## 来歴
映画ならびに芸能の名門大学として知られる中央戯劇学院や広州芸術学院でトレーニングを重ねたのち、2008年にアイドルデビュー、さっそく台湾のレイニー・ヤンに続く新世代の“可愛教主”（プリティ教祖）として注目を集めるに至る。デビュー時より英語名は“メイベル・イエ”（Mabel Ye）であったものの、やがて“アンナ・ケイ”の名をもち日本で活動するようになった。
2011年の暮れ頃から資生堂『TSUBAKI』のテレビCMに出演。同製品の新たなミューズに抜擢されてのものであった。これをきっかけに日本での知名度が急速に上昇し、翌2012年から日本における活動を本格化。5月発売の雑誌『CanCam』7月号から同誌の専属モデルとなり、さっそく表紙を飾るという、同誌史上でも異例のデビューを披露するに至った。
日本での活動と併行させての香港における活動もあり、自身の主演による香港映画作品の公開や、台湾の俳優エディ・ポンとの共演ドラマの放送などが2012年内に予定されている。

## 広告塔
日本出身のモデル・蛯原友里ならびに水原希子、香港出身のモデル・ゲイリ・ライ、ロシア出身のモデル・サーシャ・ピヴォヴァロヴァ、および日本出身のアイドル・小嶋陽菜の5名と並んで、2011年の暮れ頃から資生堂のヘアケアブランド『TSUBAKI』の新たなミューズに就任。12月からさっそくこのブランドのテレビコマーシャルに出演している。

## 出演

### 雑誌
- 『CanCam』（専属：2012年5月 - 2013年）

### ランウェイ
- 福岡アジアコレクション（2012年3月25日）[15]
- 上海ランウェイ：2012年春夏（2012年4月21日）[16]

### 映画
- 『繍花鞋』（2012年）[17]
- 『天生愛情狂』（2012年）[18]

### その他
- テレビCM：『TSUBAKI』（2011年12月より）